# دیگاه، آب‌شوران
دیگاه، آب‌شوران (به ترکی آذربایجانی: Digah) یک منطقهٔ مسکونی در جمهوری آذربایجان است که در شهرستان آب‌شوران واقع شده‌است. دیگاه ۳٬۰۵۰ نفر جمعیت دارد.